# Friedrich Karl Flick
Friedrich Karl Flick, (Berlim, 3 de fevereiro 1927 - Wörthersee, 6 de outubro de 2006 foi um industrial alemão-austríaco e bilionário. Filho de Friedrich Flick, e Wehrwirtschaftsführer o regime nazista, considerado um criminoso nazista.

## Juventude
Ele nasceu em Berlim, o filho mais novo de Friedrich Flick e Marie Schuss. Após seus estudos, ele trabalhou na empresa de seu pai. Em 1972, quando o pai morreu, ele herdou a maior parte dos negócios da família.

## Carreira
Como único proprietário da Friedrich Flick Industrial Holding (Industrieverwaltung), ele tinha participações em grandes empresas, incluindo Daimler-Benz, WR Grace, Gerling Insurance, Buderus, Dynamit Nobel, Feldmühle e outras.
Em 1975, ele vendeu sua parte da Daimler-Benz para o Deutsche Bank por mais de US$ 1 bilhão. As principais obrigações fiscais foram evitadas através de um processo que se transformou no Caso Flick em 1983, quando se tornou publico que cerca de US$ 25 milhões foram pagos aos partidos políticos alemães em troca de cortes de impostos e decisões. Embora o chanceler Helmut Kohl tenha se beneficiado das negociações, ele afirmou que "não tinha lembranças", enquanto outros renunciaram aos seus cargos. Em 1985, Flick vendeu o restante de suas empresas. Quando o Deutsche Bank anunciou que comprou suas participações por cerca de US$ 3 bilhões em marcos alemães, Flick aposentou-se na Áustria, onde se naturalizou.
Em março de 2006, seu patrimônio líquido estimado era de US$ 6,1 bilhões.

## Vida pessoal
Casou-se três vezes e teve dois filhos do segundo e terceiro casamentos. Na época de sua morte, ele era a pessoa mais rica que vivia na Áustria.
Ele morreu em 5 de outubro de 2006 em sua villa na Áustria.
Em novembro de 2008, foi relatado que um caixão de carvalho contendo seus restos mortais foi retirado do mausoléu de sua família em um cemitério em Velden am Wörther See, no que a Polícia Federal austríaca acredita ser uma tentativa de extorquir dinheiro de sua viúva. Sua viúva Ingrid Flick, sua terceira esposa, herdou cerca de £ 4 bilhões. Ela e seus filhos estão agora sob a guarda da polícia. O corpo foi devolvido em 2009.